# 劉澤厚
劉澤厚，字敉庵，吳橋人，為明清時的諸生，於順治十六年考上進士，而後為四川江安知縣。

## 生平經歷
十五歲時跟隨母親去河南拜訪外公，結果於城內遭劫，母親與外公因寇遇害，而其則僥倖逃之。而在此劫當中，其有先將他們的屍體放於棺材內，隨後才返回晉中，並冒充士兵將他們埋葬，也因此，士大夫們讚揚此事，將其稱為孝子。
順治十六年（1659年），當上進士，並任職於四川江安知县，多善政。遇士寇白應龍等人焚劫城郭，其便率友人周天球，家丁息自階等八人聚集民眾出城抵抗。戰了一晚後，因寡不敵眾而死，後被贈與按察司僉。
雍正二年（1724年），被賜予忠義孝弟祠。